# Krchleby (Staňkov)
Krchleby (německy Stirchlep) jsou vesnice, část města Staňkov v okrese Domažlice v Plzeňském kraji. Nachází se asi tři kilometry východně od Staňkova. Je zde evidováno 156 adres. V roce 2011 zde trvale žilo 256 obyvatel.
Krchleby leží v katastrálním území Krchleby u Staňkova o rozloze 3,27 km².

## Historie
První písemná zmínka o vesnici pochází z roku 1366.

## Obyvatelstvo
| Rok            | 1869 | 1880 | 1890 | 1900 | 1910 | 1921 | 1930 | 1950 | 1961 | 1970 | 1980 | 1991 | 2001 | 2011 | 2021 |
| -------------- | ---- | ---- | ---- | ---- | ---- | ---- | ---- | ---- | ---- | ---- | ---- | ---- | ---- | ---- | ---- |
| Počet obyvatel | 347  | 459  | 504  | 578  | 558  | 569  | 575  | 378  | 385  | 363  | 300  | 244  | 248  | 256  | 285  |
| Počet domů     | 55   | 60   | 63   | 71   | 79   | 81   | 104  | 113  | 113  | 111  | 99   | 117  | 123  | 130  | 138  |

## Obecní správa
Při sčítání lidu v letech 1850–1929 Krchleby byly osadou obce Staňkov II v okrese Horšův Týn. V letech 1930–1959 byly samostatnou obcí, se kterým patřily nejprve do okresu Horšovský Týn, ale v roce 1950 v okrese Stod. Od roku 1960 jsou částí města Staňkov v okrese Domažlice.

## Pamětihodnosti
Severovýchodně od vesnice se na vrchu Holubí hlava nachází pozůstatky krchlebského hradiště z pozdní doby halštatské.

## Další fotografie

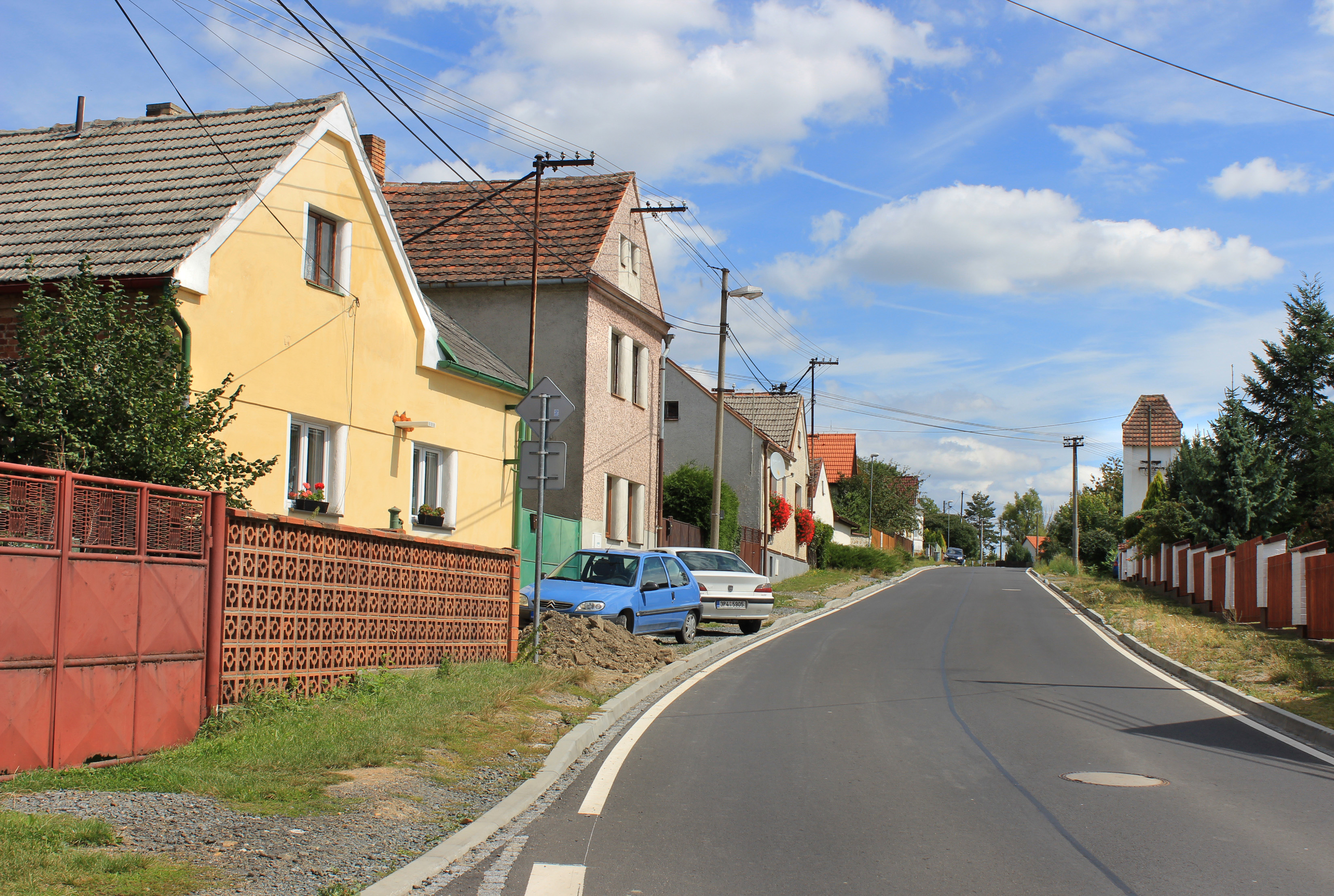
Hlavní silnice k Merklínu
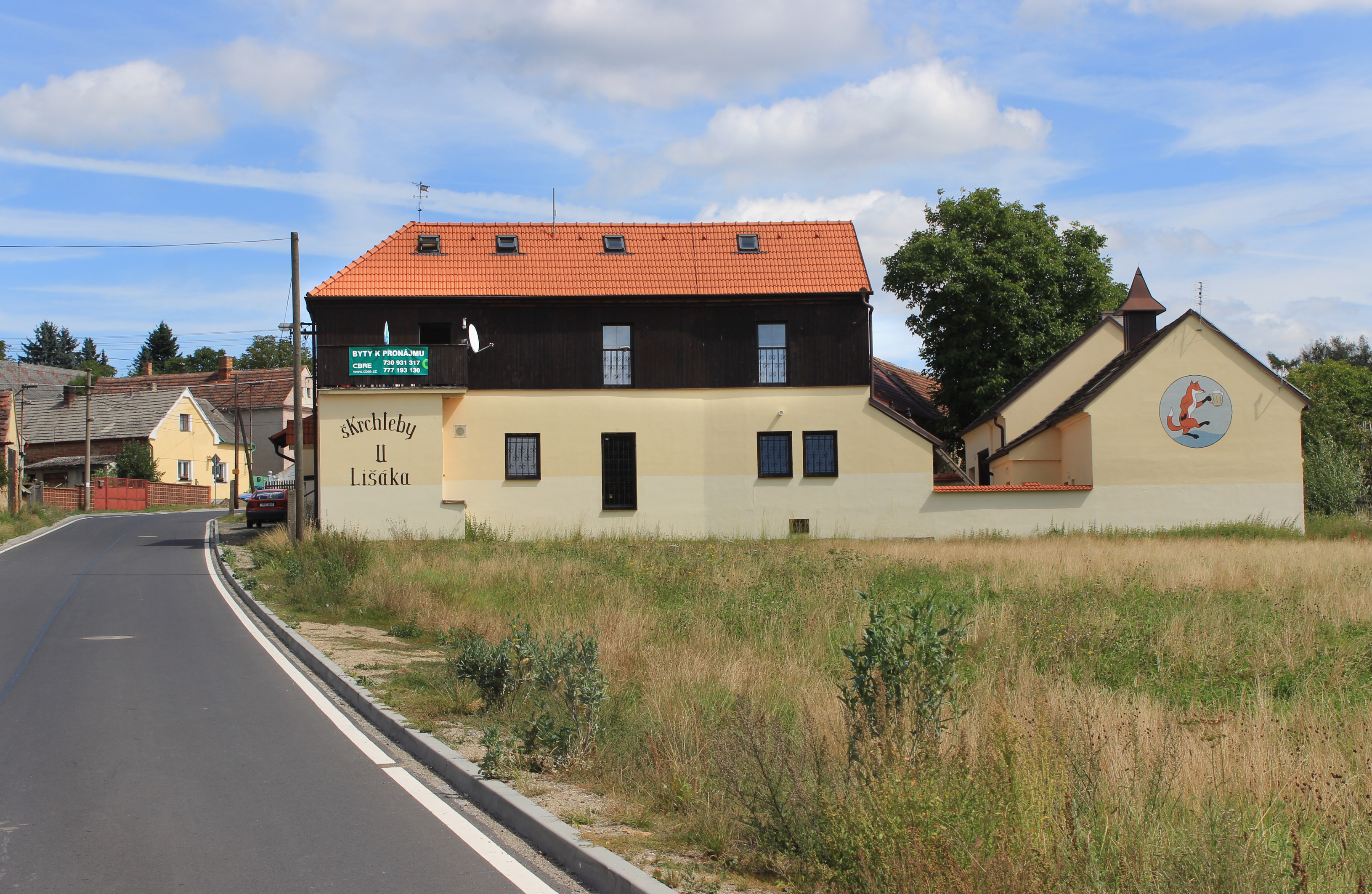
Restaurace
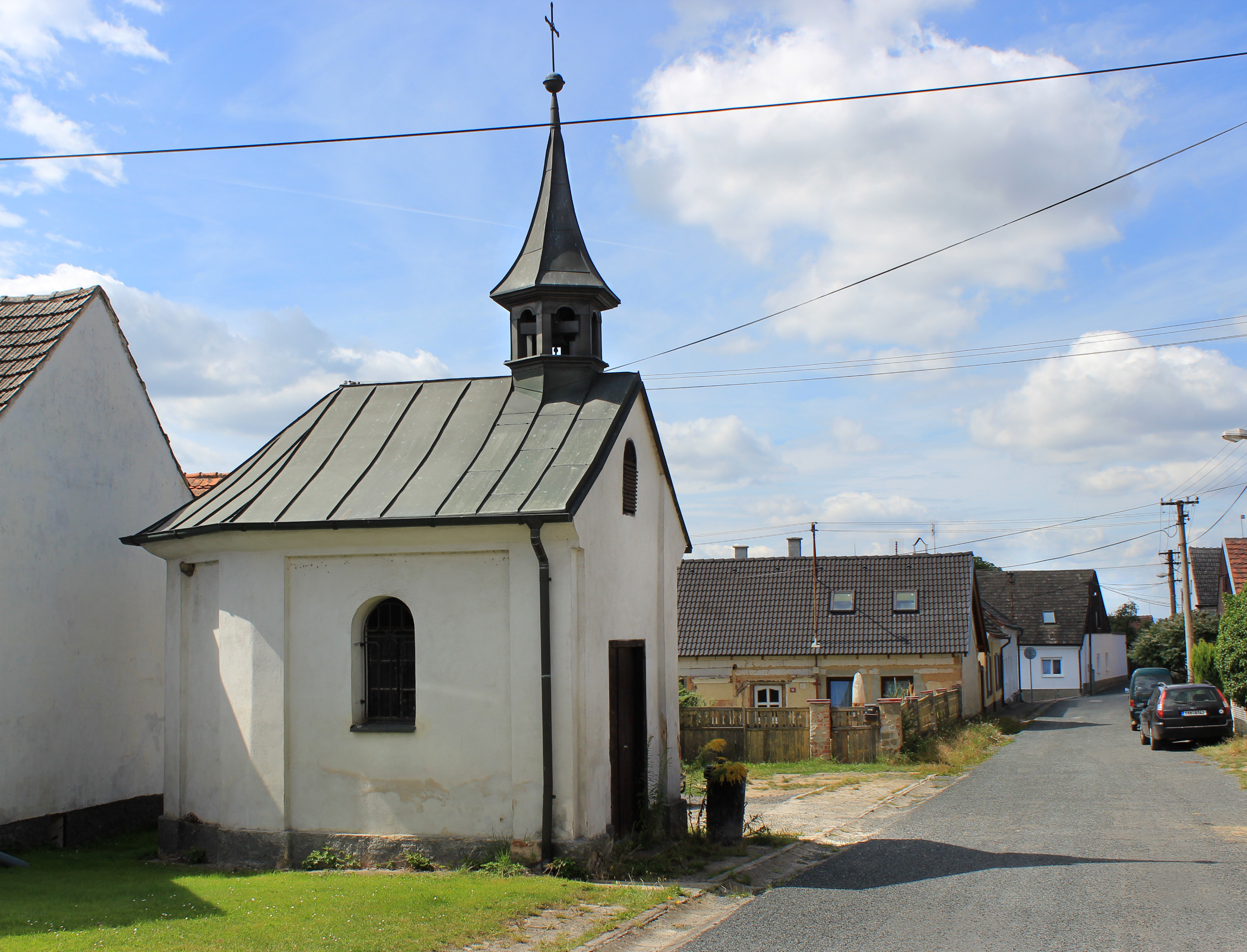
Kaple